# George West, Viscount Cantelupe
George John Frederick Sackville-West, Viscount Cantelupe (geborener West, * 26. April 1814; † 25. Juni 1850) war ein britischer Politiker.
Er war der älteste Sohn von George West, 5. Earl De La Warr, aus dessen Ehe mit Lady Elizabeth Sackville, der späteren 1. Baroness Buckhurst, Tochter des John Sackville, 3. Duke of Dorset. Als Heir apparent seines Vaters führte er von Geburt an den Höflichkeitstitel eines Viscount Cantelupe.
Er studierte am Christ Church College der Universität Oxford. Er diente als Offizier der Grenadier Guards in der British Army und erreichte den Rang eines Lieutenant. Von 1837 bis 1840 war er als Abgeordneter der Conservative Party für das Borough Helston in Cornwall und von 1840 bis 1841 für das Borough Lewes in Sussex Mitglied des britischen House of Commons.
Sein Vater ergänzte 1843 den Familiennamen um den seiner Mutter zu „Sackville-West“. Lord Cantelupe starb unverheiratet im Juni 1850 im Alter von 36 Jahren. Da ihn sein Vater überlebte, fielen dessen Adelstitel als Earl De La Warr bei dessen Tod 1869 an seinen nächstjüngeren Bruder Charles.